# David Gulpilil
David Dhalatnghu Gulpilil (n. 1 iulie 1953, Maningrida⁠(d), Teritoriul de Nord, Australia – d. 29 noiembrie 2021, Murray Bridge⁠(d), Australia de Sud, Australia), cunoscut profesional drept David Gulpilil, a fost un actor și dansator aborigen australian⁠(d). Acesta a devenit cunoscut datorită rolurilor din lungmetrajele Walkabout⁠(d), Storm Boy⁠(d), Crocodile Dundee, Rabbit-Proof Fence⁠(d) și The Tracker⁠(d). La moartea sa, numele i-a fost schimbat în David Dalaithngu pentru trei zile în conformitate cu tradiția tabuului lingvistic⁠(d).

## Biografie
Gulpilil s-a născut probabil în 1953, deși a declarat în documentarul My Name is Gulpilil din 2021 că nu știe câți ani are. Misionarii locali au presupus că s-a născut pe 1 iulie 1953. A fost membru al clanului Mandjalpingu⁠(d) (Djilba) din poporul Yolngu, un popor aborigen din peninsula Arnhem situată în Teritoriul de Nord al Australiei.
Gulpilil a fost un vânător, urmăritor⁠(d) și dansator⁠(d) desăvârșit. Și-a petrecut copilăria în sălbăticia australiană, un stil de viață lipsit de influențe străine, și a văzut primul european abia la vârsta de 8 ani. A primit o educație tradițională din partea părinților săi, iar după moartea lor, a studiat la școala din Maningrida⁠(d), unde a primit numele „David”. La maturitate, a devenit membru al tribului Mandhalpuyngu. Totemul clanului său reprezenta pescărașul (semnificația numelui Gulpilil) și patria sa era Marwuyu⁠(d).
Fluent în numeroase limbi aborigene⁠(d), Gulpilil a învățat limba engleză după rolul din primul său film - Walkabout⁠(d) (1971).

## Cariera
Un dansator desăvârșit, Gulpilil a fost observat de regizorul britanic Nicolas Roeg în timpul călătoriei sale la Maningrida în 1969. Acesta l-a ales pe tânărul  de 16 ani să joace rolul principal în lungmetrajul Walkabout din 1971. Era primul film în care un aborigen australian nu era interpretat de un actor european cu blackface. Carisma și talentul actoricesc l-au transformat într-o celebritate națională și internațională. A călătorit în jurul lumii, întâlnind personalități importante și șefi de stat. De asemenea, în timpul campaniilor internaționale de promovare, i-a cunoscut pe John Lennon, Bob Marley, Bruce Lee, Marlon Brando și Jimi Hendrix. Gulpilil l-a învâțat pe Marley cum să cânte la didgeridoo⁠(d), iar cântărețul i-a arătat cum se fumează „ganja⁠(d)”.
Gulpilil a apărut în mai multe filme și producții de televiziune. A jucat un rol principal în filmul de succes Storm Boy⁠(d) (1976) și l-a interpretat pe aborigenul Chris Lee în filmul Ultimul val (1977).
Un documentar despre viața sa - intitulat Gulpilil: One Red Blood - a fost difuzat la ABC Television⁠(d) în 2003. Titlul proiectului provine dintr-un citat de Gulpilil: „Toți avem același sânge. Indiferent de unde venim, toți avem același sânge.”
Filmul Ten Canoes⁠(d) (2006), narat de Gulpilil, a câștigat un premiu special din partea juriului la Festivalul Internațional de Film de la Cannes. Un lungmetraj cu buget redus și actori aborigeni amatori, acesta prezenta o poveste tradițională despre dragoste și răzbunare. Proiectul a fost o colaborare între Gulpilil și regizorul Rolf de Heer⁠(d); deși urma să aibă un rol central în film, actorul s-a retras din „motive complexe”. De Heer a regizat The Tracker⁠(d) (2002), un alt film cu Gulpilil.
În 2007, a apărut în documentarul independent Think About It! al artistului Richard Friar⁠(d) despre drepturile indigenilor și mișcarea pacifistă⁠(d). Acesta include interviuri cu fostul prim-ministru Malcolm Fraser⁠(d), Bob Brown⁠(d), fostul lider al Australian Greens⁠(d), și David Hicks⁠(d), la momentul respectiv deținut în Centrul de detenție de la Guantanamo.
În 2014, a colaborat din nou cu De Heer, fiind actor și scenarist al filmului Charlie's Country⁠(d). Lungmetrajul a câștigat numeroase premii, inclusiv cel mai bun actor în secțiunea Un Certain Regard la Festivalul de Film de la Cannes.
În 2015, Gulpilil a apărut în documentarul Another Country⁠(d) al regizoarei Molly Reynolds⁠(d). Gulpilil își povestește viața în cadrul acestui film - din perioada copilăriei în sălbăticia australiană până la sosirea primilor albi („fantomele”) sub forma misionarilor. Reynolds a regizat și documentarul My Name Is Gulpilil (2021) despre viața și cariera lui Gulpilil, prezentat la Festivalul de la Adelaide⁠(d) în același an.

## Moartea
Gulpilil a fost diagnosticat cu cancer pulmonar terminal în 2017, și s-a retras din actorie în 2019. Deși a fost premiat pentru întreaga carieră la ediția NAIDOC din 2019⁠(d), nu s-a prezentat la ceremonie din cauza bolii.
Gulpilil a murit în casa sa din Murray Bridge, Australia de Sud⁠(d) la 29 noiembrie 2021. După moartea sa, familia a cerut presei și fanilor să-l numească David Dalaithngu pentru o perioadă de timp pentru a evita  numirea morților⁠(d), conform tradiției aborigenilor, iar numeroase articole despre moartea sa nu au folosit nici numele de scenă, nici fotografii cu acesta.
Acesta a fost omagiat de lideri politici australieni (inclusiv ministrul aborigenilor australieni Ken Wyatt⁠(d), liderul opoziției Anthony Albanese și premierul Australiei de Sud Steven Marshall⁠(d)), actori (inclusiv Hugh Jackman), critici de film și membri ai comunității sale, inclusiv Witiyana Marika⁠(d). De asemenea, mass-media internațională i-a adus omagii.

## Filmografie
| An   | Film                                | Rol                       | Note | Ref.   |
| ---- | ----------------------------------- | ------------------------- | --- | ------ |
| 1964 | In Song and Dance                   |                           | documentar | [ 44 ] |
| 1971 | Walkabout                           | Black boy                 | menționat David Gumpilil | [ 45 ] |
| 1973 | No Bag Limit                        |                           | documentar | [ 44 ] |
| 1974 | The Morning Star Painter            |                           | documentar | [ 44 ] |
| 1975 | The Rainbow Serpent                 |                           | scurtmetraj | [ 44 ] |
| 1976 | Mad Dog Morgan                      | Billy                     | | [ 45 ] |
| 1976 | Storm Boy                           | Fingerbone Bill           | Nominalizat—AACTA Award la categoria „cel mai bun actor” | [ 45 ] |
| 1976 | To Shoot a Mad Dog                  |                           | documentar | [ 44 ] |
| 1976 | Felix                               |                           | scurtmetraj | [ 44 ] |
| 1977 | The Last Wave                       | Chris Lee                 | menționat Gulpilil | [ 45 ] |
| 1978 | The Magic Arts                      |                           | scurtmetraj | [ 44 ] |
| 1978 | Little Boy Lost                     |                           | | [ 44 ] |
| 1978 | Three Dances by Gulpilil            |                           | documentar | [ 44 ] |
| 1980 | The Painter: Wunuwun in Sydney      |                           | documentar | [ 44 ] |
| 1980 | Billy West                          |                           | scurtmetraj | [ 44 ] |
| 1981 | Great Barrier Reef                  |                           | documentar | [ 44 ] |
| 1983 | The Right Stuff                     | Aborigine                 | | [ 45 ] |
| 1984 | The Hunting Party                   |                           | documentar | [ 44 ] |
| 1985 | Rainbow Serpent: A Changing Culture |                           | documentar | [ 44 ] |
| 1986 | Crocodile Dundee                    | Neville Bell              | | [ 45 ] |
| 1987 | Dark Age                            | Adjaral                   | | [ 47 ] |
| 1991 | Until the End of the World          | David                     | | [ 45 ] |
| 1996 | Dead Heart                          | Second Man in Desert      | | [ 48 ] |
| 2001 | Serenades                           | Rainman                   | | [ 49 ] |
| 2002 | The Tracker                         | The Tracker               | AACTA Award la categoria „cel mai bun actor” FCCA Award la categoria „cel mai bun actor” Inside Film Award la categoria „cel mai bun actor” | [ 45 ] |
| 2002 | Rabbit-Proof Fence                  | Moodoo                    | nominalizat —AACTA Award la categoria „cel mai bun actor în rol secundar” | [ 45 ] |
| 2002 | Gulpilil: One Red Blood             | Himself                   | documentar | [ 44 ] |
| 2002 | Mimi                                |                           | scurtmetraj | [ 44 ] |
| 2002 | Following the Rabbit-Proof Fence    |                           | documentar | [ 44 ] |
| 2005 | The Proposition                     | Jacko                     | | [ 45 ] |
| 2006 | Ten Canoes                          | The Storyteller           | | [ 45 ] |
| 2006 | Crocodile Dreaming                  | Burrimmilla               | scurtmetraj | [ 44 ] |
| 2008 | Australia                           | King George               | | [ 45 ] |
| 2013 | Satellite Boy                       | Jagamarra                 | | [ 45 ] |
| 2014 | Charlie's Country                   | Charlie                   | AACTA Award la categoria „cel mai bun actor” AFCA Award la categoria „cel mai bun actor” AFCA Award fla categoria „cel mai bun scenariu” Cannes Film Festival Un Certain Regard la categoria „cel mai bun actor” Nominalizat—AACTA Award la categoria „cel mai bun scenariu” (cuRolf de Heer) Nominalizat—Asia Pacific Screen Award la categoria „cel mai bun actor” Nominalizat—FCCA Award la categoria „cel mai bun actor” Nominalizat—FCCA Award la categoria „cel mai bun scenariu” | [ 45 ] |
| 2016 | Goldstone                           | Jimmy                     | | [ 45 ] |
| 2016 | Crazy Days at the Old Brumby Moon   | Old Mick                  | | [ 58 ] |
| 2017 | Cargo                               | Daku                      | | [ 59 ] |
| 2018 | Storm Boy                           | Father of Fingerbone Bill | | [ 60 ] |
| 2021 | My Name is Gulpilil                 | Himself                   | | [ 61 ] |

### Televiziune
| An   | Titlu                                    | Rol                                                 |                                    | Note          |
| ---- | ---------------------------------------- | --------------------------------------------------- | ---------------------------------- | ------------- |
| 1972 | Boney                                    | Black Boy / Balinga / Dancer / Tonto / David Ooldea | 5 episoade                         | [ 62 ]        |
| 1973 | Spinifex Breed                           |                                                     | episodul: "Pilot"                  | [ 62 ]        |
| 1974 | Homicide                                 | Gary Willis                                         | episodul: "Slow Fuse"              | [ 62 ]        |
| 1976 | Rush                                     | Satchel                                             | episodul: "The Kadaitcha Man"      | [ 62 ]        |
| 1976 | Luke's Kingdom                           | Aborigine Boy                                       | episodul: "The Dam and the Damned" | [ 62 ]        |
| 1976 | Taggart's Treasure                       |                                                     | Film de televiziune                | [ 62 ]        |
| 1977 | The Outsiders                            | Billy Potter                                        | episodul: "Sophie's Mob"           | [ 62 ]        |
| 1979 | Skyways                                  | Koiranah                                            | episodul: "Koiranah"               | [ 62 ]        |
| 1979 | The Dreamtime                            | Narrator                                            |                                    | [ 62 ]        |
| 1979 | This is Your Life                        | Himself                                             | 1 episod                           | [ 62 ]        |
| 1980 | The Timeless Land                        | Bennelong                                           |                                    | [ 62 ]        |
| 1980 | Young Ramsay                             | Aborigine                                           | episodul: "Dreamtime"              | [ 62 ]        |
| 1989 | Naked Under Capricorn                    | Activity                                            |                                    | [ 62 ]        |
| 1995 | The Man from Snowy River                 | Manulpuy                                            | episodul: "The Savage Land"        | [ 62 ]        |
| 2000 | BeastMaster                              | Shaman                                              | episodul: "Valhalla"               | [ 62 ]        |
| 2000 | Der Paradiesvogel (The Bird of Paradise) |                                                     |                                    | [ 62 ]        |
| 2017 | The Leftovers                            | Christopher Sunday                                  | 2 episoade                         | [ 63 ] [ 64 ] |

## Opere
- Gulpilil (1979). Gulpilil's stories of the dreamtime. Compiled by Hugh Rule and Stuart Goodman; illustrated by Allan Hondow; photography by Stuart Goodman. Sydney: Collins. ISBN 978-0-00-184383-7.
- Gulpilil (1983). The Birirrk, our ancestors of the dreaming. Photographs by Neil McLeod. Cheltenham, Australia: L & S Publishing. ISBN 978-0-86898-061-4.